# キック・アス (映画)
『キック・アス』（Kick-Ass）は、マーク・ミラーとジョン・ロミータ・Jrによる同名のコミック『キック・アス』を原作とした、2010年のスーパーヒーロー映画。

## ストーリー
デイヴ・リゼウスキ（アーロン・ジョンソン）は、アメリカン・コミックのスーパーヒーローに憧れるギーク少年。誰もヒーローになろうとしないことに疑問をもった彼は、自分で本物のヒーローになろうと思い立ち、ネットで買ったスーツを着てヒーロー活動を開始する。しかし、何のスーパーパワーも持っておらず、訓練もしていない彼はあっさり暴漢に刺された上、車にはねられ病院送りとなる。そのときにスーツを隠す目的で裸になったためにゲイ疑惑が浮上してしまうが、それをきっかけに学校一の美少女のケイティ（リンジー・フォンセカ）と接近する。
その後もヒーロー活動を続ける彼は、あるとき3人組に襲われていた男を救い、その模様を撮影していた見物人から名前を尋ねられた際に、自らを"キック・アス”と名乗る。動画はやがてYouTubeにアップされて話題を呼び、デイヴはキック・アス名義のMySpaceアカウントを取得した。
ある日デイヴは、ケイティが麻薬の売人に悩まされていることを知る。さっそく彼はキック・アスとしてその売人がいるアパートに乗り込むが、多勢には敵わずピンチに陥る。するとそこへ、彼と同じようにヒーローコスチュームを着た少女ヒット・ガール（クロエ・グレース・モレッツ）が現れ、瞬く間に売人たちを殺していき、さらには彼女の父のビッグ・ダディ（ニコラス・ケイジ）も登場する。ダディは、自分を陥れ、妻を自殺に追い込んだフランク・ダミーコ率いる犯罪組織を壊滅させるため、娘のミンディに戦闘技術を叩きこみ、親子でヒーローとして活動しながらダミーコの配下の売人たちを次々に殺していたのだ。ダディはデイヴに、困ったことがあれば自分たちを呼んでほしいと言い、去っていった。
後日、売人たちを全滅させたのはキック・アスであると勘違いしたダミーコは、部下に彼を殺すよう命じる。

## キャスト
| 役名                                    | 俳優                             | 日本語吹替   |
| --------------------------------------- | -------------------------------- | ------------ |
| デイヴ・リズースキー / キック・アス     | アーロン・ジョンソン             | 佐藤拓也     |
| ミンディ・マクレイディ / ヒット・ガール | クロエ・グレース・モレッツ       | 沢城みゆき   |
| クリス・ダミーコ / レッド・ミスト       | クリストファー・ミンツ＝プラッセ | 勝杏里       |
| デイモン・マクレイディ / ビッグ・ダディ | ニコラス・ケイジ                 | 内田直哉     |
| フランク・ダミーコ                      | マーク・ストロング               | 斎藤志郎     |
| ケイティ・ドーマ                        | リンジー・フォンセカ             | たなか久美   |
| ヴィック・ジガンテ                      | ザンダー・バークレー             | 小柳基       |
| ビッグ・ジョー                          | マイケル・リスポリ               | 杉野博臣     |
| マーカス・ウィリアムズ巡査部長          | オマリ・ハードウィック           | 遠藤大智     |
| マーティ                                | クラーク・デューク               | 岡哲也       |
| トッド                                  | エヴァン・ピーターズ             | 倉富亮       |
| アンジー・ダミーコ                      | ヤンシー・バトラー               |              |
| ロビー・グーン                          | ジェイソン・フレミング           |              |
| アリス・リゼウスキ                      | エリザベス・マクガヴァン         |              |
| デイヴの父                              | ギャレット・M・ブラウン          | 小柳基       |
| エリカ・チョウ                          | ソフィ・ウー                     |              |
| コディ                                  | デクスター・フレッチャー         |              |
| スポーティ・グーン                      | コーリイ・ジョンソン             |              |
| トレ・フェルナンデス                    | ランダル・ベイティンコフ         |              |
| クレイグ・ファーガソン                  |                                  |              |
| ラズール                                | コフィー・ナーティ               | 中西としはる |
| ステュー                                | ステュー・ライリー               | 広田みのる   |
| ポスター                                | クラウディア・シファー           |              |
| ギャング・キッド（1st）                 | ジョニー・ホプキンス             | 石狩勇気     |
| ギャング・キッド（2nd）                 | オーヘン・コーネリアス           | 里卓哉       |

その他、日本語吹替え：澤乃彩、東城光志、丸山ゆう、小日向みわ
- 字幕翻訳:松崎広幸
- 吹替翻訳:チオキ真里
- 字幕監修:町山智浩

## スタッフ
- 監督：マシュー・ヴォーン
- 脚本：ジェーン・ゴールドマン、マシュー・ヴォーン
- 原作：マーク・ミラー、ジョン・ロミータ・Jr
- 製作：マシュー・ヴォーン、ブラッド・ピット、アダム・ボーリング、ターキン・パック、デヴィッド・リード、クリス・サイキエル
- 製作総指揮：ジェレミー・クライナー、スティーヴン・マークス、マーク・ミラー、ジョン・ロミータ・Jr
- 音楽：ジョン・マーフィ、ヘンリー・ジャックマン、マリウス・デ・ヴリーズ、アイラン・エシュケリ
- 撮影：ベン・デイヴィス
- 編集：ピエトロ・スカリア、ジョン・ハリス、エディ・ハミルトン

## 製作
本作の脚本執筆と原作コミック『キック・アス』の刊行は同時期に行われた。
ヴォーンはまずソニーと契約して製作費を捻出しようとしたが、冒頭で娘を銃で撃つ訓練のようにバイオレンス描写がちりばめられており、描写を弱めるよう要求をされたために断念した。その後、他のスタジオも興味を示すがキャラクター設定の変更を求められたため、最終的にヴォーンが自分で製作費を調達し、自主映画となった。また脚本に惚れ込んだブラッド・ピットがプロデューサーとして製作に参加した。
撮影はカナダやイギリスで行われた。

### 公開
2010年3月26日にイギリスでプレミア公開され、ブラット・ピットがプロデューサーとして主要俳優らと共に試写会の壇上に立った。同年4月8日にオーストラリア、16日にはアメリカ合衆国で公開した。
日本では、2010年9月16日に行われた第3回したまちコメディ映画祭in台東の「映画秘宝まつり」内で限定公開され、2010年12月18日に渋谷、川崎、梅田、静岡の4劇場から一般公開が開始された。

## サウンドトラック
映画のサウンドトラックアルバムが2010年3月29日にイギリスで、3月30日にアメリカのiTunesで発売された。また、Mikaが歌うタイトルソングである"Kick Ass"のシングルカットが5月2日に発売された。
なお、スコアについてはイギリス国内のダウンロード販売（iTunesとAmazon）のみとなっている。
トラックリスト
| #   | タイトル                                            | 作詞 | 作曲・編曲 | 歌手                          | 時間 |
| --- | --------------------------------------------------- | ---- | ---------- | ----------------------------- | ---- |
| 1.  | 「Stand Up」                                        |      |            | プロディジー                  | 5:08 |
| 2.  | 「Kick Ass (Radio Edit)」                           |      |            | Mika vs. RedOne               | 3:11 |
| 3.  | 「Can't Go Back」                                   |      |            | プライマル・スクリーム        | 3:46 |
| 4.  | 「There's a Pot Brewin'」                           |      |            | The Little Ones               | 3:13 |
| 5.  | 「Omen」                                            |      |            | プロディジー                  | 3:54 |
| 6.  | 「Make Me Wanna Die」                               |      |            | The Pretty Reckless           | 3:55 |
| 7.  | 「Banana Splits (Kick-Ass Film Version)」           |      |            | The Dickies                   | 2:04 |
| 8.  | 「Starry Eyed」                                     |      |            | Ellie Goulding                | 2:57 |
| 9.  | 「This Town Ain't Big Enough For The Both Of Us」   |      |            | スパークス                    | 3:03 |
| 10. | 「We're All In Love」                               |      |            | ニューヨーク・ドールズ        | 4:50 |
| 11. | 「Bongo Song」                                      |      |            | Zongamin                      | 5:00 |
| 12. | 「Per Qualche Dollaro in Più (『夕陽のガンマン』)」 |      |            | エンニオ・モリコーネ          | 2:53 |
| 13. | 「Bad Reputation(『バッド・レピュテーション』)」    |      |            | Joan Jett and The Blackhearts | 2:56 |
| 14. | 「An American Trilogy」                             |      |            | エルヴィス・プレスリー        | 4:31 |

## 評価

### 興行収入
北米では公開週末3日間で19,828,687ドルを稼ぎ、2週目の『ヒックとドラゴン』を僅かに上回って初登場1位となった。

### 批評
Rotten Tomatoesでは222のレビューで77%が肯定的なもので、平均点は10点満点中7.0点だった。また、Metacriticでは38のレビューで平均点は100点満点中66点だった。
ロジャー・イーバートは4つ星満点で1つ星を与え、本作が「道徳的にふとどきである」と批判した。

### 受賞とノミネート
| 映画賞                           | 部門                      | 候補                                                                          | 結果       |
| -------------------------------- | ------------------------- | ----------------------------------------------------------------------------- | ---------- |
| 英国インディペンデント映画賞     | 作品賞                    |                                                                               | ノミネート |
| 英国インディペンデント映画賞     | 監督賞                    | マシュー・ヴォーン                                                            | ノミネート |
| 英国インディペンデント映画賞     | 脚本賞                    | ジェーン・ゴールドマン、 マシュー・ヴォーン                                   | ノミネート |
| ピープルズ・チョイス・アワード   | アクション映画賞          |                                                                               | ノミネート |
| 放送映画批評家協会賞             | アクション映画賞          |                                                                               | ノミネート |
| 放送映画批評家協会賞             | 若手俳優賞                | クロエ・グレース・モレッツ                                                    | ノミネート |
| デトロイト映画批評家協会賞       | ブレイクスルー演技賞      | クロエ・グレース・モレッツ                                                    | ノミネート |
| ヒューストン映画批評家協会賞     | 作品賞                    |                                                                               | ノミネート |
| セントルイス映画批評家協会賞     | 視覚効果賞                |                                                                               | ノミネート |
| セントルイス映画批評家協会賞     | Moving the Medium Forward |                                                                               | ノミネート |
| フェニックス映画批評家協会賞     | 助演女優賞                | クロエ・グレース・モレッツ                                                    | ノミネート |
| フェニックス映画批評家協会賞     | ブレイクスルー演技賞      | クロエ・グレース・モレッツ                                                    | 受賞       |
| フェニックス映画批評家協会賞     | 若手女優賞                | クロエ・グレース・モレッツ                                                    | ノミネート |
| フェニックス映画批評家協会賞     | スタント賞                |                                                                               | ノミネート |
| リチャード・アッテンボロー映画賞 | ライジングスター賞        | クロエ・グレース・モレッツ （『グレッグのダメ日記』、『モールス』に対しても） | 受賞       |

## 影響
本作の主要キャラクターである、11歳の少女扮するヒットガールが物議をかもした一方で、クロエ・グレース・モレッツがブレークする要因となった。

## 続編
監督のマシュー・ヴォーンは、続編に関心を持っていることを明らかにする一方で、「まだ何も計画していない」とも答えた。クロエ・グレース・モレッツは続編について熱心で、ヒット・ガールを演じるのが好きであると述べた。
続編『キック・アス/ジャスティス・フォーエバー』が、2013年8月より公開された。